# Hitvalló Eduárd angol király
III. Eduárd, más néven Hitvalló Szent Eduárd (angolul: Edward the Confessor), (1005 márciusa – 1066. január 5.), az utolsó előtti angolszász király 1042-től haláláig; Angliában a tényleges hatalom az oligarchák (Wessexi Godwin és hat fia, Merciai Leofric, és az északi részek ura, Siward) kezében nyugodott, a szentéletű Eduárd számára leginkább csak a keresztény vallás gyakorlása jutott.

## Élete

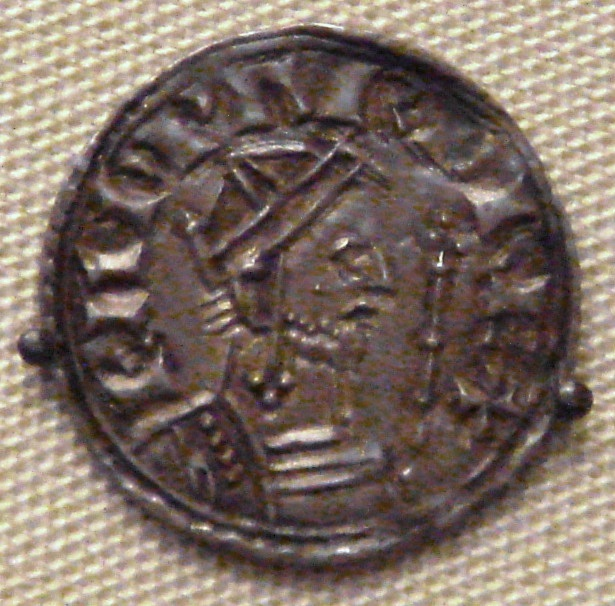
Hitvalló Eduárd pénzérméje

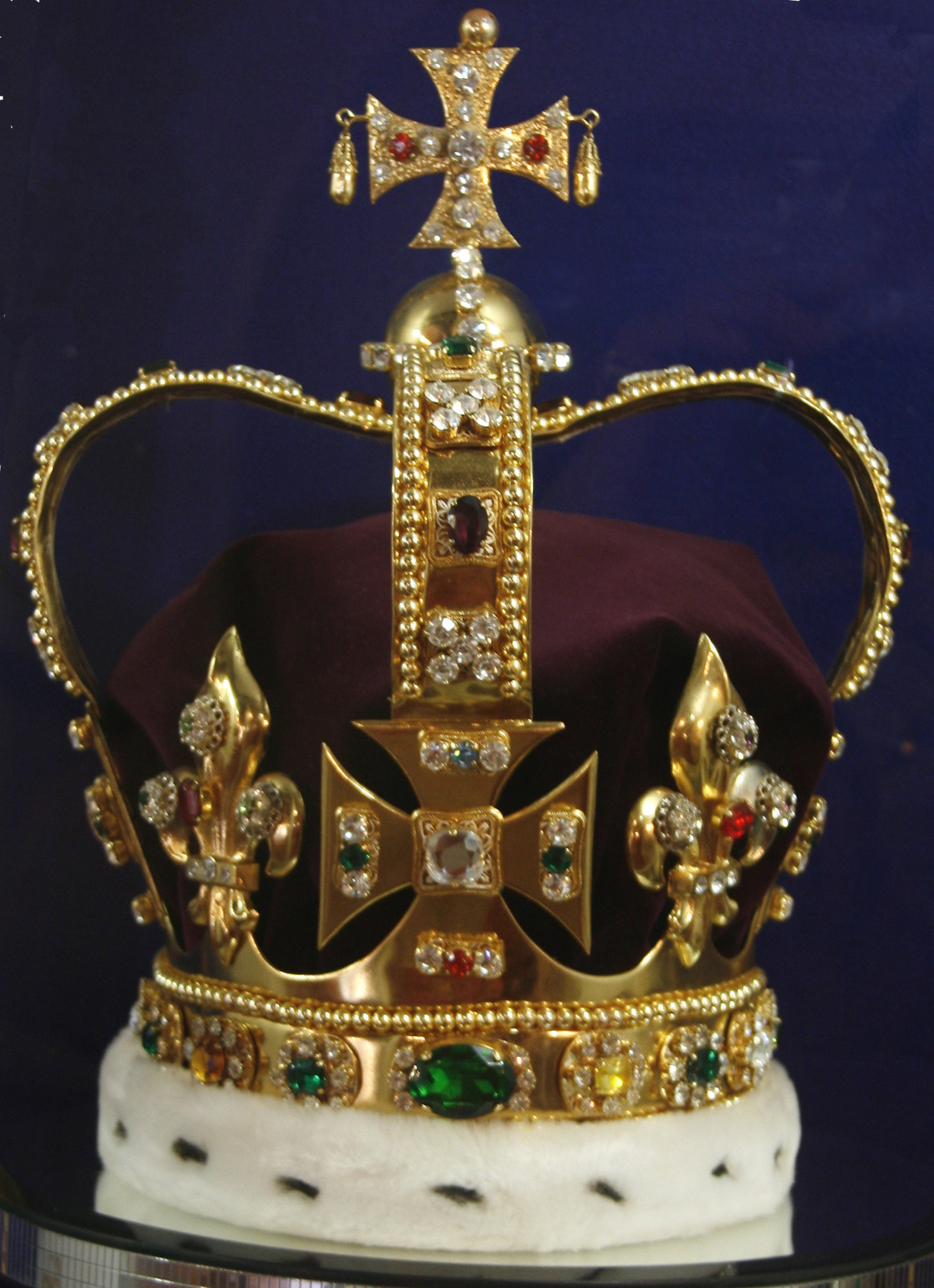
Szent Eduárd koronája

II. Ethelred angol király és annak második felesége, Normandiai Emma fia volt. 1016-ban, édesapja halála után Normandiába menekült. Egy sikertelen kísérlet (1036) után 1042-ben, féltestvérének Hardeknutnak a halála után – egy válságos időszak közepette – került az ország élére. Megválasztásában a wessexi earl (gróf), Godwin játszotta a fő szerepet, akiről úgy vélték, hogy csak azért támogatta Eduárd megkoronázását, hogy saját befolyása minél akadálytalanabbul érvényesülhessen.
Eduárd minden idegszálával a Westminsteri apátság építkezéseire összpontosított, de homályosan érezte, hogy élete még ártatlan időtöltéseinek hódolva sincs felhőtlen biztonságban. Nyilván gyakran hallotta, hogy az ő Alfréd bátyját is a mindenható Godwin parancsára fosztották meg látásától. A király úgy vélte, jól teszi, ha rokonától, Normandia hercegétől, Vilmostól kér sürgős segítséget. Az angolok királya londoni és winchesteri udvarában egyre inkább normann urakkal és testőrséggel vette körül magát. Maga is – talán hosszú normandiai tartózkodásának hatására – legszívesebben franciául beszélt, normann módra öltözködött és normannoknak osztogatta a legfőbb hivatalokat. Godwin – gutaütés általi – halála (1053) után fiai, Harold Wessex, illetve Tostig Northumbria earljeként örökölték egész Angliára kiterjedő hatalmát.
Eközben a közismerten jámbor Eduárd bőkezűen támogatta az egyházat. Még 1045-ben feleségül vette Godwin leányát, Edgythát, ám házasságuk Eduárd szüzességi fogadalma miatt gyermektelen maradt.

Harold erőteljes fellépésének következtében Eduárd halálos ágyán őt jelölte meg utódjának – semmissé téve a Vilmosnak 1051-ben tett korábbi ajánlatait. A Westminsteri apátság felszentelése volt utolsó tette.

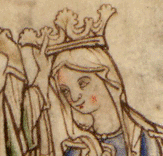
Edgytha, Eduárd felesége

## Házassága
Eduárd az angolszász nemesek tanácsára 1045. január 23-án feleségül vette Godwin earl leányát, Edgythát (1029 – 1075. december 18.), akitől – még fiatalon tett szüzességi fogadalma miatt – nem született gyermeke.

## Egyéb
1161. február 7-én III. Sándor pápa szentté avatta. Ünnepei: január 5. (halála napja), illetve október 13..